# Розовка (Житомирская область)
Ро́зовка (укр. Розівка) — село на Украине, основано в 1783 году, находится в Коростенском районе Житомирской области.
Код КОАТУУ — 1822384607. Население по переписи 2001 года составляет 218 человек. Почтовый индекс — 11573. Телефонный код — 4142. Занимает площадь 0,865 км².

## Адрес местного совета
11572, Житомирская область, Коростенский р-н, с.Веселовка, ул.Щорса, 12а